# West Atlantic
West Atlantic (offiziell West Atlantic AB (publ)) ist eine schwedische Logistik-Gruppe mit Sitz in Göteborg. Sie entstand 2008 aus dem Zusammenschluss der West Air Europe und der Atlantic Airlines (heute: West Atlantic UK). Mit ehemals 40 Einheiten besaß die Gruppe weltweit die größte Anzahl an BAe-ATP-Flugzeugen.

## Geschichte
Während die West Air bereits 1962 gegründet wurde und 1995 ihren heutigen Namen erhielt, wurde die Atlantic Airlines 1994 als Teil der Air-Atlantique-Gruppe gegründet und wurde 2001 selbstständig. 2008 folgte der Zusammenschluss der beiden Fluggesellschaften unter der Dachmarke West Atlantic. 2011 entschloss man sich, das operative Geschäft der West Air Sweden sukzessive an die Tochter West Air Luxembourg zu übertragen. Im Dezember 2013 wurde West Air Luxembourg an FAST Logistics Luxembourg verkauft und 2014 in Smart Cargo umbenannt. Am 24. September 2022  schoss eine West Atlantic Boeing 737 mit der Registrierung EC-NLS beim Landeanflug in Montpellier über die Landebahn hinaus und landete schließlich im See von Mauguio. Dabei wurde niemand verletzt.

## Zwischenfall
Am 24. September 2022 kam eine von Swiftair für West Atlantic betriebene Boeing 737-400SF (EC-NLS) nach der Landung im französischen Montpellier von der Landebahn ab und rutschte in einen See. Alle Besatzungsmitglieder blieben unverletzt. Die Frachtmaschine war zuvor am Flughafen Paris-Charles-de-Gaulle gestartet (Siehe auch: West Atlantic SW5745).

## Tochtergesellschaften
- West Atlantic UK (ehemals Atlantic Airlines)
- West Atlantic Sweden (ehemals West Air Sweden)
- Norway Aviation Services[6]
- European Aviation Maintenance
- Elite Crew Training und European Turboprop Management

Ehemalige Tochtergesellschaften:
- West Air Luxembourg (jetzt Smart Cargo)

## Flotte
Die zusammengefasste Flotte der Gruppe, die durch die zwei Tochtergesellschaften West Atlantic Sweden und West Atlantic UK betrieben wird, besteht im März 2023 aus 28 Frachtflugzeugen:
Mit Stand Januar 2024 besteht die Flotte der West Atlantic Sweden aus zwei Frachtflugzeugen:
| Flugzeugtyp    | aktiv | bestellt | Anmerkungen |
| -------------- | ----- | -------- | ----------- |
| Boeing 737-800 | 2     |          |             |
| Gesamt         | 2     | –        |             |

Mit Stand März 2023 besteht die Flotte der West Atlantic UK aus 16 Flugzeugen:
| Flugzeugtyp     | Anzahl | bestellt | Anmerkungen  |
| --------------- | ------ | -------- | ------------ |
| ATR 72-200F     | 04     |          |              |
| Boeing 737-300  | 04     |          | eine inaktiv |
| Boeing 737-400  | 07     |          |              |
| Boeing 737-800F | 01     |          |              |
| Gesamt          | 16     |          |              |